# Educação midiática

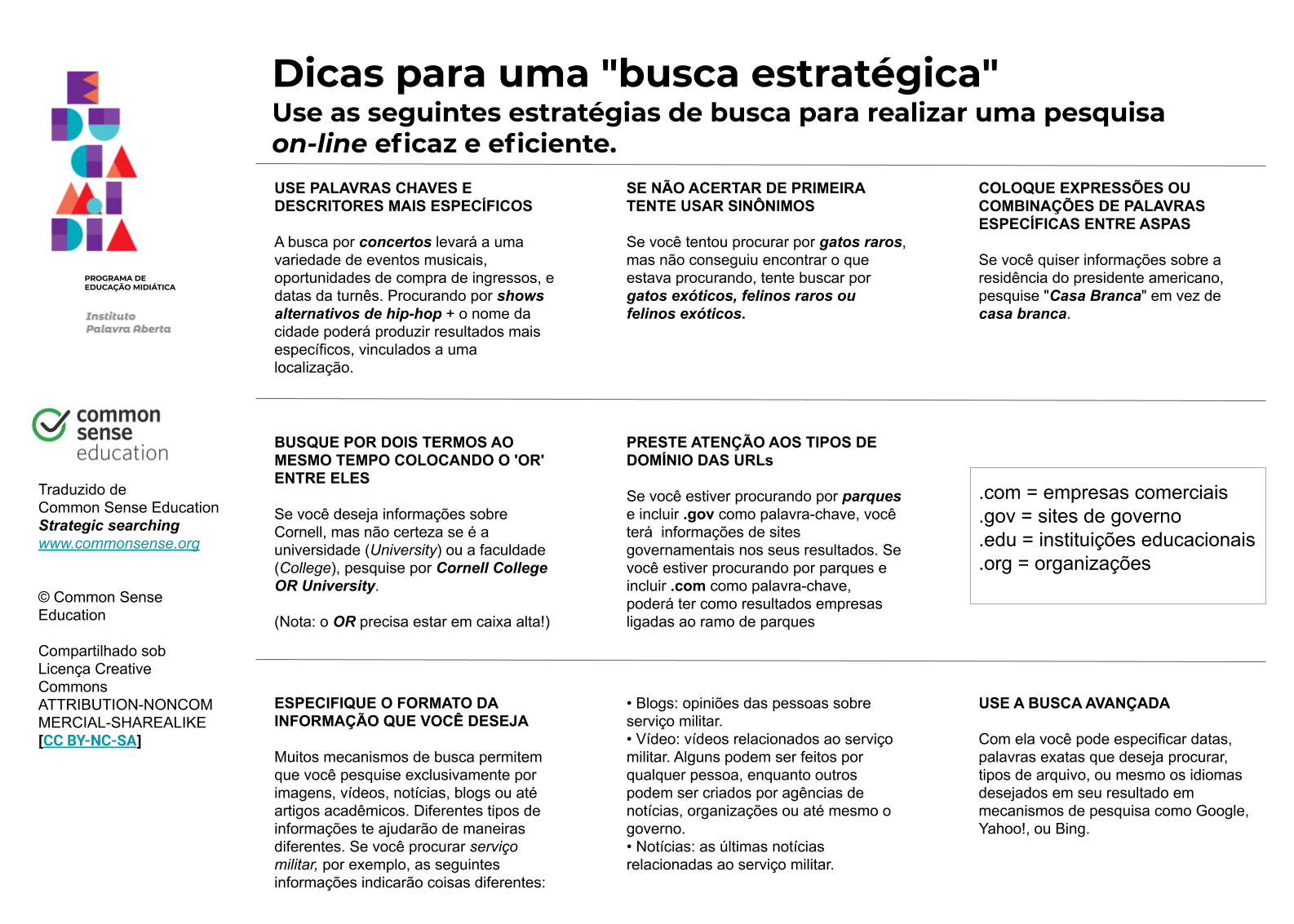
Dicas para uma busca estratégica

Educação Midiática é o conjunto de habilidades para acessar, analisar, criar e participar de maneira crítica do ambiente informacional e midiático em todos os seus formatos — dos impressos aos digitais, na definição do EducaMídia. Todo mundo produz e todo mundo consome conteúdo – e o excesso de informações é um desafio ao senso crítico. Como diferenciar fatos de opiniões? Como produzir e compartilhar mensagens com responsabilidade? Lidar com esses obstáculos altera profundamente a ideia de alfabetização. Não basta ler o que chega às nossas mãos. É preciso interpretar intenção, autoria e contexto. É preciso dominar as ferramentas e as linguagens que nos permitem ter voz nesse ambiente. 

## A educação midiática na Base Nacional Comum Curricular
Segundo o Organismo das Nações Unidas e o Instituto Palavra Aberta, a educação midiática está contemplada em diversas áreas da Base Nacional Comum Curricular (BNCC), seja nas competências gerais ou em habilidades específicas — o que torna oportuna a parceria entre as duas instituições.
Na BNCC, a educação midiática visa entender como utilizar e criar informação de maneira responsável. Entre as dez competências gerais presentes no documento, a que diz respeito à cultura digital prevê que o aluno seja capaz de “compreender, utilizar e criar tecnologias de informação e comunicação de forma crítica, significativa, reflexiva e ética nas diversas práticas sociais”.
Questões como a análise e produção de notícias, as reflexões sobre o papel da publicidade e o entendimento sobre o ambiente da desinformação são habilidades contempladas no Campo Jornalístico-Midiático da Base Nacional para o Ensino Fundamental 2.
Em sua proposta de matriz curricular, a UNESCO ressalta que a educação midiática aprimora a capacidade das pessoas de exercer os seus direitos humanos fundamentais. Entre os principais benefícios desses conteúdos, estão a capacitação dos professores e a transmissão de conhecimentos cruciais sobre as funções das mídias e dos canais de informação nas sociedades democráticas.

## Combate à desinformação
O Dicionário Oxford revelou em 2016 que a palavra de maior destaque internacional daquele ano é o adjetivo “pós-verdade”. O termo foi escolhido porque a frequência de uso desta expressão aumentou 2000% em relação ao ano anterior. Com isso, vem à tona a notícia falsa criada em ambiente digital e, consequentemente, um problema precisa ser respondido: como confiar naquilo que se lê na internet? Qual o caminho do jornalismo quando opiniões e fatos se misturam na disputa pela atenção de uma audiência dispersa?
As notícias falsas sempre existiram. Procópio foi um historiador bizantino do século 6 que escreveu um texto secreto chamado “Anekdota” e lá já espalhava notícias falsas. Pietro Aretino (1492-1556), jornalista e aventureiro, é considerado o principal difusor de notícias falsas. Em 1522, ele escrevia poemas curtos, sonetos, e os grudava na estátua de um personagem chamado Pasquino, em Roma. Ele difamava a cada dia um dos cardeais candidatos a virar papa. Na Londres de 1770 havia os chamados “homem-parágrafo”, que recolhiam fofocas e as redigiam em um único parágrafo em pedacinhos de papel e vendiam para impressores/editores, que as imprimia em forma de pequenas reportagens muitas vezes difamatórias.
A velocidade de difusão das notícias é um critério cada vez mais decisivo na confiabilidade desses conteúdos. As oficinas de fact-checking, ferramenta para combater notícias falsas, com estudantes de graduação em jornalismo, utiliza a metodologia da Agência Lupa e permite ampliar a visão dos futuros jornalistas para este cenário. Os estudantes analisam informações da Wikipedia. Segundo a Wikimedia Foundation, a Wikipédia é um dos cinco sites mais acessados no mundo com mais de 400 milhões de visitantes únicos por mês e este número representa 5% de toda a população mundial.

## Ver Também
- Soares, I. de O. (2014). Educomunicação e Educação Midiática: vertentes históricas de aproximação entre comunicação e educação. Comunicação & Educação, 19(2), 15-26. https://doi.org/10.11606/issn.2316-9125.v19i2p15-26
- Spinelli, E. M., & Santos, J. de A. (2019). Saberes necessários da educação midiática na era da desinformação. Revista Mídia E Cotidiano, 13(3), 45-61. https://doi.org/10.22409/rmc.v13i3.38112